# Hieronyma
Hieronyma és un gènere de plantes amb flors que pertanyen a la família Phyllanthaceae. És originària del sud de Mèxic i Amèrica tropical.

## Taxonomia
- Hieronyma alchorneoides Allemão
- Hieronyma clusioides – Cedro Macho
- Hieronyma colombiana
- Hieronyma crassistipula
- Hieronyma jamaicensis
- Hieronyma macrocarpa
- Hieronyma oblonga
- Hieronyma rufa

Aquests arbres creixen en una llarga zona del continent americà, des de Mèxic (part sud) fins a les planures de l'Amazones.
Es pot considerar una fusta amb bones característiques. La fusta adulta és relativament pesada, amb un pes o específic de 21,60 i una densitat de 0,79 g / cm3. Té un color cafè-vermellós, on la blancor és més clara que el duramen. És fàcil de treballar i és relativament resistent. Aquesta fusta es considera moderadament resistent a la putrefacció i una mica difícil de preservar, a través de productes d'ebenisteria és exportada i treballada a Amèrica Central i el Carib Carpio, 1992; Solís, 1992). CATIE (1997) li assigna una densitat de 45,63 g / cm3.

## Sinònims
- Hyeronima, Hieronima, Stilaginella Tul.